# Havtornklit
Havtornklit er betegnelsen for kystklitter med Almindelig Havtorn (Hippophaë rhamnoides ssp. rhamnoides), men der kan også være andre buske som hyld og gråris. Hvor sandet er særligt kalkrigt kan krattene blive store og sammenhængende, og nå en højde på 1-2 meter.
Naturtypen, der har nummer 2160 i den fælleseuropæiske Natura 2000-registrering, findes i Danmark især langs vestkysten af Nordjylland, men også langs den øvrige jyske vestkyst, langs Limfjorden og på Møn.